# 十八里堡站
十八里堡站位于甘肃省古浪县十八里堡乡，是兰新铁路的一座火车站，等级为四等站，距兰州站236公里，距乌鲁木齐站1656公里，本站及相邻上下行区间均为电气化区段。本站仅办理货运，不办理客运业务。邮政编码为733109。